# Gibanje Zemlje
Gibanje Zemlje ima več oblik in vpliva na množico pojavov, ki se zlasti tičejo površja Zemlje; tako je vzrok letnim časom, menjavanju dneva in noči ter njunim dolžinam, pa tudi različnim podnebnim pasovom, določanju časa in več drugim predmetnostim. Osnovni gibanji Zemlje sta njeno vrtenje (rotacija) in kroženje (revolucija). Prva pomeni vrtenje planeta okoli njegove osi z obodno hitrostjo na ekvatorju 465,12 m/s, kar pomeni zasuk za 360° v enem dnevu oziroma 23h 56min 4s. Neposredna posledica tega vrtenja je menjavanje dneva in noči. Kroženje Zemlje pa pomeni gibanje po tiru okoli Sonca s srednjo hitrostjo 30,287 km/s, kar za celoten obrat traja eno leto oziroma 365,24 zemeljskih dni.
Z gibanjem Zemlje se je ukvarjala znanost večine poznanih civilizacij, kar pomeni, da je bilo predmet mnogih razprav, raziskovanj in nazadnje domišljijskih predstav. Glede na to, da opazovanje neba neposredno napeljuje na misel o nepremični Zemlji in premikanju nebesnih teles okoli nje, so bile sem usmerjene misli mnogih ljudstev.

## Zgodovina pojmovanja
Podatke o raziskovanju gibanja Zemlje in nebesnih teles je moč izslediti do Kaldejcev in Egipčanov, ki so verjeli, da je Zemlja nepremično telo; o enakem so bili prepričani tudi stari Grki, ki so si vzhajanje, kulminacijo in zahajanje Sonca ter drugih teles razlagali kot kroženje slednjih okoli Zemlje. O njihovem poznavanju in pojmovanju je mnogo zapisal Klavdij Ptolemej v svojem delu Velika sintaksa (Megale Syntaxis); tu je moč prebrati, da je Zemlja nepremično telo v sredini Vesolja, po krožnih poteh pa okoli nje krožijo Sonce, Mesec in planeti. Slednji naj bi potovali po majhnih krogih, središča katerih bi bila umeščena na velike kroge okoli Zemlje. V tistem času je bil Saturn zadnji poznan planet; za njim naj bi se nahajalo nebo, na njem nepremične zvezde, vse skupaj pa bi se vrtelo okoli našega planeta. Ta pogled, ki je obveljal vse do 16. stoletja kljub posameznim poprejšnjim neuveljavljenim zamislim, se imenuje geocentrični svetovni sistem.
Prelom v znanje o gibanju Zemlje je prinesel poljski astronom Nikolaj Kopernik, ki je 1543. leta spisal delo O gibanju nebesnih teles. V njem je dokazoval, da se Zemlja vkup z ostalimi planeti vrti okoli Sonca in da je premikanje nebesnih teles okoli Zemlje le navidezno, pa tudi to, da so tiri Zemlje in drugih planetov krogi, napeljani okoli Sonca, za Saturnom pa je najti kroglo zvezd stalnic, ki je nepremična. To je bilo seme za uveljavitev nazora, imenovanega heliocentrični svetovni sistem.
Ideje astronoma Kopernika sprva niso naletele na odobravanje, a so njegov pogled vendarle potrdila kasnejša raziskovanja. Tu je bilo pomembnih več znanstvenikov, med njimi Galileo Galilei in Johannes Kepler. Ta je dlje časa opazoval gibanje Zemlji bližnjega planeta Marsa in tudi na osnovi poprejšnjih ugotovitev danskega znanstvenika Tycha Braheja postavil hipotezo, da se vsi planeti gibljejo okoli Sonca po elipsah, skupno gorišče teh elips pa predstavlja Sonce; da spojnica med središčem Sonca in središčem določenega planeta v enakem času na katerem koli odseku oriše enako ploščino; in da je kvadrat obhodne dobe planeta, deljen s tretjo potenco velike polosi ekliptike, za vse planete enak. Prva izmed teh zakonov je Kepler objavil v Novi astronomiji o gibanju zvezde Mars leta 1609, zadnjega pa v knjigi Skladnost sveta deset let zatem. Ti zakoni so bili podlaga za prikaze tira in hitrosti premikanja planetov okoli Sonca.
Na tem mestu je znanost prišla do vprašanja, zakaj se takšno gibanje sploh dogaja. Tu je svojo vlogo odigral Isaac Newton z zakonom o splošni gravitaciji, ki trdi, da se dve telesi med seboj privlačita s silo, ki je premo sorazmerna njunima masama ter obratno sorazmerna kvadratu razdalje med njunima središčema. Poznavajoč ta zakon je moč sklepati tudi, da se manjše telo vrti okoli večjega. Po tem, ko je Kopernik pokazal na to gibanje, ko je Kepler prikazal njegov potek ter je Newton iznašel vzrok, je prišlo do modernega pogleda na Zemljina gibanja.

## Vrtenje Zemlje
Planet Zemlja se vrti okrog svoje vrtilne osi, ki potuje skozi oba tečaja in središče. Da se enkrat zasuče okrog svoje osi od zahoda proti vzhodu za 360°, traja 23 ur, 56 minut in 4 sekunde. Točke na zemeljski površini se ne vrtijo z enako hitrostjo zaradi okrogle oblike planeta. Ker mora točka na ekvatorju v enakem času napraviti mnogo daljšo pot kot točka v bližini enega ali drugega pola, mora imeti mnogo večjo hitrost; ta znaša na ekvatorju 465,12 m/s, medtem ko je na samih polih ničelna.
Vrtenja Zemlje neposredno ni mogoče opazovati, saj se skupaj z njo premika tudi vse v njeni notranjosti in, kar je bistveno, v opazovalčevi okolici na površju. Zato se samo po sebi zastavlja vprašanje, ali se vrti Zemlja ali pa morda vse v njeni okolici. To je zmedlo mislece v starogrški družbi, ki so idejo o rotirajoči Zemlji zavrgli zaradi razmišljanja, da bi se v tem primeru zaradi ogromne obodne hitrosti kot posledice velikosti Zemlje (njeno velikost je ocenil Aristotel) vsi nepritrjeni predmeti kotalili sem in tja po njenem površju. Niso namreč še bili seznanjeni z mehanskim zakonom vztrajnosti, ki določa, da se vsako telo giblje s smerjo in hitrostjo, ki mu je bila dana v začetku premikanja, vse dokler ne pride do ovire.
Eden izmed dokazov o vrtenju Zemlje, ki so jih odkrili kasnejši znanstveniki, pa je oddaljenost Zemlji najbližje zvezde Alfa Centaurus. Ta je oddaljena 4,3 svetlobnega leta in da bi v 24 urah obkrožila Zemljo, kot se to navidezno zgodi, bi morala pri takšnem obsegu okrog zemeljskega tira potovati s hitrostjo, mnogo večjo od hitrosti svetlobe, kar pa je za obstoječo materijo nemogoče.

### Pojavi zaradi vrtenja Zemlje
Pojave, ki dokazujejo vrtenje Zemlje okrog svoje osi, je moč zaslediti bodisi s poskusi na enem kraju bodisi s primerjavo opazovanj na različnih krajih zemeljskega površja.
Pri tem je pomemben pojav, ki ga je s teorijo dokazal že Isaac Newton leta 1679, s praktičnim poskusom pa je bil dokazan 1791. leta. Gre za odklon prosto padajočega telesa, ki ga spustimo s čim večje višine. Pri natančni meritvi je namreč opaziti, da je telo pristalo nekoliko vzhodneje od pričakovane točke, tj. natanko navpično pod točko spusta. Odklon se zgodi zaradi dejstva, da je vrhnja točka poti telesa, denimo vrh stolpa, bolj oddaljen od središča Zemlje in ima zato večjo obodno hitrost. Predmet, odvržen z vrha, bo tako po zakonu vztrajnosti obdržal svojo hitrost potovanja na vzhod in se bo tjakaj premikal hitreje kot točka natanko pod njim, temu primerno pa tudi pristal bolj vzhodno. Takšen odklon je majhen, saj se je pri poskusu meta krogle v rudniški jašek, globok 158,5 metra na zemljepisni širini 51°, krogla znašla 28,4 milimetra vzhodneje od navpičnice. Bolj do izraza pa bi prišel ob npr. odmetu z letala 10 tisoč metrov nad tlemi, ko bi prosto padajoče telo odvisno od zemljepisne širine zaneslo približno 7 metrov vstran.
Drugi pojav te vrste je navidezno vrtenje ravnine nihala, imenovano tudi Foucaultov poskus z nihalom. Če bi slednjega postavili nad katerega od zemeljskih tečajev tako, da bi podaljševalo vrtilno os, bi nihalo níhalo in pri tem spreminjalo smer gibanja tako, da bi projekcija njegovega gibanja v eni uri ustvarila dva kota po 15° z istim vrhom, in sicer natanko na polu. Vztrajno nihanje bi v 24 urah zarisalo projekcijo gibanja nihala na ravnino, ki bi obsegala kót 360°. Praktični preizkus takšnega pojava, ki ga je možno izvesti kjerkoli izvzemši točke na ekvatorju, je leta 1851 izvedel francoski fizik Léon Foucault v kupoli pariškega Panteona s 67 metrov dolgo kovinsko vrvjo in 28 kilogramov težko kroglo na njenem koncu, na spodnji strani krogle pa z iglo, ki je v posuti pesek risala vzorec. Njen odklon v eni uri je znašal 11° 17'. Takšen pojav se pripisuje dejstvu, da se bo nihalo vedno gibalo v prvotni smeri ne glede na premikanje točke, na katero je obešeno. Poskus pa bi ne deloval na ekvatorju, saj sta ravnina ekvatorja in ravnina meridiana za razliko od drugih lokacij enaki ves čas vrtenja Zemlje.
Posledica vrtenja Zemlje je tudi njena različna težnost, ki je odvisna od zemljepisne širine. Tako na ekvatorju izmera vrednosti zemeljskega pospeška da vrednost 978,049 cm/s², medtem ko je na obeh polih ta rezultat 983,221 cm/s². Videti je, da je težnost na polih večja od tiste na ekvatorju. Razliko gre pripisati vplivu centrifugalne sile, ki jo proizvaja ravno vrtenje Zemlje. Ta deluje v nasprotni smeri sile teže in jo zato zmanjšuje, in sicer najmočneje na ekvatorju, saj je tam obodna hitrost in z njo centrifugalna sila največja.
Ena bolj pomembnih neposrednih posledic vrtenja Zemlje pa je tudi odklon horizontalnih gibanj na površju Zemlje, imenovan Coriolisova sila po francoskem inženirju Gaspardu Gustavu Coriolisu. To je pojav, v katerem se vsa velika gibanja po površju Zemlje, kakršna so morski in zračni tok, izstreljena topovska krogla, potujoča raketa, vlak na železniških tirih in reka, odklanjajo od prvotne smeri, in sicer je ta odklon tem bolj izrazit, čim bolj vzporedno s poldnevnikom se gibanje vrši, tj. od severa proti jugu ali obratno. Tako je opaziti odklon v desno, ko preučujemo takšno gibanje na severni polobli Zemlje ter odklon v levo, ko gre za gibanje na njeni južni polovici; reke, ki tečejo po severni poluti od severa proti jugu, imajo bolj erodirane svoje vzhodne (torej leve) bregove, v nasprotnem primeru pa so razjedeni zahodni bregovi. Smer je obratna na južni polobli. Isto velja tudi za železniške tire. Efekt je, kot omenjeno, še ena izmed posledic vrtenja Zemlje okrog vrtilne osi: če se telo giblje na drugačni zemljepisni širini od tiste, proti kateri potuje (kar se najizraziteje zgodi ob gibanju od severa proti jugu ali obratno), ima tudi drugačno obodno hitrost od okolice, proti kateri se premika. Tu zopet nastopi zakon inercije (vztrajnosti), ki povzroči, da telo, gibajoče se proti ekvatorju, skuša zadržati svojo hitrost gibanja proti vzhodu, ta pa je manjša od hitrosti tal nekoliko bolj proti ekvatorju. Posledično to telo »odriva« tla pod seboj na zahod, kar je vidno v npr. bolj erodirani zahodni strani rečnega brega, katerega tok potuje proti ekvatorju. Coriolisova sila je zraven tega tudi pomemben dejavnik pri pihanju pasatov, katerih pot se začne na približno 30° severne in južne geografske širine ter je usmerjena proti ekvatorju. Ti vetrovi se počasi odklanjajo proti zahodu, tako da na severni polobli pridobijo novo smer severovzhod-jugozahod, medtem ko na južni strani ekvatorja začno potovati od jugovzhoda proti severozahodu; ko preidejo ekvatorsko črto, gre njihov odklon v drugo smer.
Pojav premikanja poti umetnih satelitov je znanost zasledila šele v obdobju potovanj v vesolje. Podlaga pojavu so umetni sateliti oziroma njihove orbite. Ti sateliti v določenem času obkrožijo Zemljo, pri tem pa presekajo ekvator vsakič v drugi točki, in sicer nekoliko zahodneje od točke, skozi katero so nad ekvatorjem potovali v prejšnjem krogu poti. Do tega pojava bi ne prišlo v primeru nerotirajoče Zemlje.

### Posledice vrtenja Zemlje
Najbolj opazna posledica Zemljinega vrtenja okrog vrtilne osi osi je menjavanje dneva in noči. V vsakem trenutku je tako osvetljena natanko polovica Zemlje, medtem ko je njena druga polovica obrnjena stran od Sonca, zaradi česar je na tem delu površja čas noči. Takšno menjavanje dneva in noči ima cel kup posledic zlasti na zemeljsko površje in posledično tudi na življenje človeka.
Tudi sploščenost Zemlje gre pripisati njenemu vrtenju. Vsako telo, ki se vrti, se namreč splošči na spodnjem in zgornjem delu, njegova sredina pa se izboči. Pri tem sta vpleteni centrifugalna in centripetalna sila, ki ju povzroča Zemljino dnevno vrtenje.
To vrtenje pa poleg množice drugih posledic povzroča skupaj z vplivom Meseca tudi plimovanje morja.

## Kroženje Zemlje
Vrtenje Zemlje je potovanje tega planeta po tiru okoli Sonca. Za to pot pri svoji srednji hitrosti 30 km/s potrebuje 365,24 zemeljskih dni. Zakone, po katerih se to gibanje vrši, je utemeljil nemški astronom Johannes Kepler.
Tir Zemlje okoli Sonca ima obliko elipse ter je nameščen na ravnini ekliptike. Njegov obseg je 939.200.000 kilometrov, dolžina velike osi elipse, ki se imenuje apsidnica, znaša 299 milijonov kilometrov, medtem ko je krajša os za samo 42.000 kilometrov krajša (zaradi majhne izsrednosti, tirnica je skoraj krožnica). Apsidnica je povezovalna črta med perihelijem, ki je Soncu najbližja točka na Zemljini poti, ter med afelijem, ki leži najdlje od Sonca glede na Zemljino pot; Sonce se namreč sicer nahaja na apsidnici, a ne na njeni sredini. Linearna ekscentričnost, ki je oddaljenost Sonca od središča apsidnice, nosi vrednost 2.504.000 kilometrov. Elipsa Zemljinega tira je precej podobna krogu, saj je njena ekscentričnost z vrednostjo 0,0167491 majhna.
Ekliptična ravnina z nebesnim ekvatorjem oklepa kót 23° 26' 42", iz česar sledi, da je Zemlja glede na ekliptiko nagnjena za tolikšen kót, velikost kota med ekliptiko in Zemljino osjo vrtenja pa znaša 66° 33' 18". Posledica te nagnjenosti so letni časi, pa tudi podnebni pasovi, dolžina dneva idr.
Na Zemljinem tiru se pojavlja več značilnih točk. Dve že omenjeni točki sta perihelij, ko je Zemlja Soncu najbližje, tj. 147 milijonov kilometrov stran, ter afelij, ko se Zemlja nahaja 152 milijonov kilometrov stran od Sonca oziroma je najdlje. Preostaneta še dve pomembni točki, katerih oddaljenost od Sonca je enaka, tj. 149.500.000 kilometrov oziroma natanko 1 astronomska enota. Druga pomembna skupina točk na apsidnici so štiri kardinalne točke, ki označujejo trenutek po dveh Sončevih obratov in enakonočij. Slednji, spomladansko in jesensko enakonočje – torej trenutek, ko se Sonce nahaja v nadglavišču (zenitu) nad ekvatorjem in ko je na vseh točkah Zemlje dolžina dneva enaka dolžini noči – povezuje ekvinokcijska črta, ki poteka skozi Sonce. Preostali dve točki, poletni in zimski solsticij oziroma Sončev obrat – trenutek, ko se Sonce nahaja v zenitu nad severnim ali južnim povratnikom in je torej najbolj odklonjeno od ekvatorja – pa povezuje solsticijska črta, ki ravno tako prebada Sonce in je na ekvinokcijsko črto pravokotna. Kót med apsidnico in solsticijsko črto v današnjem času znaša 11°, ta nagnjenost pa povzroča, da se Zemlja v zimskem Sončevem obratu znajde prej kot v periheliju in v poletnem obratu prej kot v afeliju.
Hitrost Zemljinega kroženja se skozi leto spreminja zaradi različne oddaljenosti od vira privlačnosti, tj. Sonca. Ko je Zemlja Soncu najbližje, je njena hitrost potovanja skozi vesolje največja in znaša 30,287 km/s, v trenutku največje oddaljenosti pa se hitrost spusti na najmanjšo, 29,291 km/s. Zemljina srednja hitrost je 29,87 km/s, iz tega pa je moč izpeljati, da Zemlja v enem dnevu napravi povprečno 2.580.820 kilometra.

### Pojavi zaradi kroženja Zemlje
Pojave oziroma dokaze za gibanje Zemlje okrog Sonca je za razliko od dokazov za vrtilno gibanje namesto na zemeljskem površju potrebno iskati v Vesolju, in sicer večinoma zunaj Osončja.
Eden izmed bolj znanih pojavov, ki jih povzroča Zemljino kroženje, je letna paralaksa zvezde ali spreminjanje lege zvezd na nebu, kar pomeni, da se posamezno ozvezdje ob istem času noči v različnih delih leta ne bo pojavljalo na isti točki. Že Kopernik je dokazal, kako je vrtenje zvezd okoli Zemlje nemogoče dejstvo, kar je potrdilo, da se vrti Zemlja sama. To paralakso pa je bilo v praksi moč natančno opazovati in meriti šele z dovršenimi instrumenti 19. stoletja. Paralaktično gibanje so Bessel, von Struve in Henderson leta 1839 potrdili za zvezde 61 Laboda, Vego v Liri in Proksimo Kentavra. S tem so podali prvi stvaren dokaz za krožilno gibanje Zemlje. Zaradi velike oddaljenosti zvezd imajo paralaktični koti izredno majhne vrednosti; največjo izmed teh ima zaradi svoje največje bližine z Zemljo izvzemši Sonce Proxima v Kentavru, in sicer 0,765". Podatki o paralaktičnem kotu omogočajo merjenje oddaljenosti zvezde od Zemlje, tako je Proksima od slednje oddaljena 4,3 svetlobnega leta.
Pri drugem posledičnem pojavu gre za aberacijo svetlobe, katere primerjavo gre iskati v npr. streljanju glinenih golobov; pri tem je potrebno streljati nekoliko naprej na tir leta glinenega goloba, če naj krogla zadane cilj. To se pojavlja zaradi navideznega odklona oziroma aberacije krogle. Podobno pa je tudi z Zemljo, na katero pada svetloba zelo oddaljenega nebesnega telesa, na primer zvezde. Tu je bil pionir Anglež Bradley, ki je 1725. leta skozi daljnogled opazoval zvezde in dognal, kako nekatere izmed njih lahko vidi le za trenutek, nakar izginejo s slike daljnogleda. Če je daljnogled nekoliko odklonil, se je zvezda pokazala. Takšnega odklona svetlobnega žarka ne bi bilo, če se Zemlja ne bi premikala pravokotno na padanje svetlobe ali vsaj postrani glede na to smer. V primeru vzdolžnega gibanja takšne aberacije namreč ni.
Odkritje naslednjega pojava je prispevalo preučevanje Jupitra in mrkov njegovih naravnih satelitov Io, Evrope, Ganimeda in Kalista, odkritih v 17. stoletju. Slednji mnogokrat zaidejo v obsežno senco svojega matičnega planeta in zgodi se njihov mrk. Te mrke je opazoval danski astronom in matematik Rømer in zaznal, da se v določenih primerih pojavlja razlika med izračunanim časom in dejanskim časom mrka, in sicer do te razlike pride na približno 6 mesecev. Razlaga je v tem, da se Jupiter tako kot Zemlja vrti okrog Sonca, a en Zemljin obrat terja mnogo manj časa od Jupitrovega. Tako je Zemlja v danem trenutku poravnana na črti med Soncem in Jupitrom ter je od slednjega oddaljena 4,2 astronomske enote. Čez čas, tj. čez približno6 mesecev, pa bo po svojem tiru pripotovala na drugo stran Sonca, tako da bo tokrat med obema planetoma prav Sonce. V tem primeru razdalja med Jupitrom in Zemljo znaša 6,2 astronomski enoti, saj je potrebno prišteti še dve astronomski enoti, torej dve oddaljenosti Sonca od Zemlje. Tu pa pride do znatne razlike v času potovanja svetlobe od Jupitrovih satelitov do Zemlje; tako v prvem primeru svetloba za pot terja 34 minut 54 sekund, v drugem pa 51 minut 31 sekund. Odtod razlika v izračunanem in dejanskem času mrka v Rømerjevem raziskovanju.
Tako imenovano navidezno vzvratno gibanje planetov je ravno tako posledica kroženja Zemlje. Planeti, vkup z Zemljo, krožijo okrog Sonca, pri tem pa so različno hitri in tisti bolj oddaljeni potrebujejo za obhod okrog Sonca več časa. Tako Zemlja v ta namen potrebuje 365,24 dneva, Mars pa 687 zemeljskih dni. Temu sledi pojav, ko opazovalec z Zemlje vidi gibanje počasnejših planetov, kakršen je Mars, včasih naprej, čez čas pa nazaj in nato zopet naprej. Takšna podoba se porodi iz dejstva, da oba planeta potujeta v isto smer, a je Zemlja pri tem hitrejša. Dokler sta planeta v določeni legi, se na projekciji Marsa na nebo vidi, kako tudi ta potuje v določeno smer. Ker pa je Zemlja hitrejša, bo v danem trenutku prešla črto, ki povezuje Sonce in Mars, zaradi česar bo v trenutkih zatem pri projekciji na nebo prišlo do izgleda, da se slednji premika nazaj po nebu. Ko bo Zemlja spremenila kot smeri svoje poti glede na Mars (bo »zavila za Sonce«), se bo ta glede na Zemljo premikal nekoliko hitreje ter zopet dajal izgled, da potuje v prvotni smeri.
O kroženju Zemlje pa priča tudi različna gostota meteorjev v Zemljinem ozračju ob različnih časih. To so trdna nebesna telesa, ki jih Zemlja zaradi svoje sile privlačnosti pritegne v ozračje; tu se zaradi trenja segrejejo in uplinijo na višini okoli 80 kilometrov nad površjem Zemlje. Obstaja tudi več meteornih deževij, ko se ta telesa v Zemljinem ozračju pojavijo naenkrat v večjem številu. Ker se Zemlja, ki potuje okrog Sonca, premika v določeno smer, pobere na svoji sprednji strani glede na smer poti več meteorjev. Tako velja naslednje: podnevi, okvirno med 6. in 18. uro, ni moč videti meteorjev, saj je svetloba pri vžigu šibka in je vidna le na nočnem nebu; vidimo jih torej med 18. in 6. uro. Po Šmidovem opazovanju velja, da se med 18. in 24. uro v ozračju pojavi na neki točki Zemlje 56 meteorjev, medtem ko po polnoči in do 6. ure zjutraj v ozračje zaide 116 teh teles. Noč do 24. ure je namreč čas, ko je ta del Zemlje na zadnji strani glede na smer poti, medtem ko površje s krajevnim časom med 00.00 in 06.00 potuje na sprednji strani Zemlje.

### Posledice kroženja Zemlje
Neposredni posledici Zemljine poti okoli Sonca sta menjavanje dolžine dneva in noči ter letni časi.

#### Dolžina dneva in noči
Kroženje Zemlje povzroča izgled, da se Sonce premika po nebu. Tu je potrebno ločevati dvoje gibanj, izmed katerih je prvo dnevno in letno gibanje glede na horizont ter drugo letno gibanje glede na lego ozvezdij. Če bi bila Zemljina vrtilna os pravokotna na ekliptiko, letnih časov ne bi bilo, dan in noč pa bi bila dolga vedno enako. Takšne in podobne razmere bi korenito spremenile podobo Zemlje in življenja na njej.
V 24 urah Sonce napravi navidezni krog okoli planeta. Del tega časa se nahaja pod horizontom, drugi del pa nad njim. Takšna pot pa se vsak dan v letu spreminja (Sonce vzhaja, kulminira in zahaja na različnih mestih) zaradi različne lege Zemlje na svoji tirnici. Za severno poloblo tako velja, da Sonce ob enakonočju (približno 21. marca in 23. septembra) vzide na 0°, natanko na vzhodu, ter se premika preko točke svoje kulminacije do točke zahoda, ki se tega dne ravno tako pokriva s točko zahoda po azimutu. Zemlja se na ta datum namreč znajde na presečišču ekliptike in nebesnega ekvatorja in to pomeni tudi, da bo dan enako dolg kot noč, tj. 12 ur (v praksi je tega dne dan nekoliko daljši zaradi polovice Sonca, ki ob času vzhoda in zahoda še vedno gleda na dan). Po tem datumu se Sonce začne premikati proti severu, tako da je deklinacija točke njegovega vzhoda vedno večja od točke azimutnega vzhoda, dokler ne doseže maksimuma 23° 26' 42" na dan 21. junija; Sonce se znajde v zenitu nad severnim povratnikom. Zatem pa se njegov vzhod in zahod vsak dan spuščata bolj proti 0° oziroma 270° azimuta in ga prekoračita okoli 23. septembra, na dan, ko je Sonce zopet v zenitu nad ekvatorjem. Ta deklinacija nato ponovno raste, ko Sončev zenit potuje proti njegovi najjužnejši točki v celotnem letu, tj. južnem povratniku; doseže ga 21. decembra. V tem času Sonce preide točki zimskega in poletnega Sončevega obrata, ki postavljata naravno določena vzporednika kot povratnika (Rakov povratnik na 23° 26' 42" s.g.š. in Kozorogov povratnik na 23° 26' 42" j.g.š.), ter točki pomladanskega in jesenskega enakonočja, ko sončni žarki na ekvator padajo pravokotno. Za južno poloblo pa seveda velja, da je Sonce v zimskem obratu 21. junija, ko se tamkaj prične zima, medtem ko se poletni obrat za južno poluto zgodi 21. decembra ob tamkajšnjem začetku poletja.
Po tem načinu navideznega premikanja Sonca po nebu sta določena tudi vzporednika, ki veljata za severni in južni tečajnik, tj. točki, na kateri Sonce ob bolj oddaljenem solsticiju ne posije več in je noč dolga 24 ur, obratno pa velja za bližnji solsticij, ko Sonce ne zaide, pač pa se le »dotakne« obzorja. Ob potovanju od tečajnika proti polu je število dni s stalnim Soncem (poleti) oziroma stalno nočjo (pozimi) vedno večje.
Vsemu temu sledi, da je dan celo leto enako dolg edino na območjih ekvatorja, medtem ko ob premikanju proti polu vedno bolj variira dolžina dneva in noči čez leto. Tako je ekvatorski dan dolg 12 ur ob vseh dneh leta, na polu pa je ta dolg 24 ur (vštevši različno dolg vsakodnevni mrak) od enega enakonočja do drugega (torej 6 mesecev), nato pa nastopi 6 mesecev dolga noč. Potemtakem se dan in noč čez celo menjavata le do tečajnikov. Preko teh se začne območje, kjer je najti tem bolj stalen (več dni trajajoč) dan, bolj ko se opazovalec premika proti polu.

#### Gibanje Sonca glede na lego zvezd
Sonce pa se čez leto navidezno giblje tudi glede na nebesni obok, torej glede na lege posameznih ozvezdij. Te premike je težje zaznati, saj niso vidni neposredno, ker so zvezde vidne le ponoči, nasprotno pa velja za zvezdo Sonce. Tu je zato potrebno projicirati lego Sonca na nebesni obok, tako da se izmeri njegova višina (kot od obzorja) v kulminaciji, ter nato opazovati, katera zvezda se bo na tej višini pojavila ob Sončevi spodnji kulminaciji, tj. opolnoči.
Skozi različne mesece se na tej lokaciji pojavijo različna ozvezdja. Ekliptika in nebesni ekvator se sekata v dveh točkah, to je v točkah enakonočij. V prvo, ki se imenuje pomladišče in nosi oznako ozvezdja Ovna, Sonce zaide 21. marca. Danes se v tem času nahaja na območju ozvezdja Rib, a oznaka izhaja iz časa antične Grčije. V drugi izmed obeh točk, jesenišču, z oznako ozvezdja Tehtnice, se Sonce znajde 23. septembra, ko »potuje« skozi ozvezdje Device; drugačna oznaka enakonočja pa takisto izvira iz grških časov. Sonce tako v času enega leta prepotuje 12 ozvezdij, ki imajo večinoma živalska imena, zato so stvaritelji teh imen antični Grki ta krog povezali v tako imenovani zodiak.

#### Dolžina mraka
Svetloba Sonca zaradi razprševanja svetlobe po atmosferi prodira do določene točke zemeljskega površja tudi po zahodu njenega vira za obzorje. Tako prihaja do pojava mraka, ki podaljšuje dan. Deljen je na meščanski mrak, ki traja od zahoda Sonca do trenutka, ko se Sonce nahaja 6° pod obzorjem, navtični mrak, ko ta kot znaša med 6° in 12°, ter astronomski mrak, ki traja od navtičnega mraka pa do popolne stemnitve, tj., ko je Sonce od obzorja odklonjeno med 12° in 18°.
Dolžina mraka pa je odvisna od tega, kako globoko pod obzorjem je Sonce v svoji spodnji kulminaciji; globlje je, tem hitreje se bo zmračilo, saj mora Sonce v tem primeru preiti veliko količino zemeljske površine na drugih straneh planeta, da zopet vzide v istem času kot na območju, kjer ne potuje tako globoko pod obzorje. Tako na ekvatorju, kjer se Sonce ponoči izgubi za več kot 66° (vse do 90°) pod obzorje, jutranji in večerni mrak skupaj nikoli ne trajata več kot uro. Na drugi strani pa je mrak tem daljši, bolj se opazovalec seli stran od ekvatorja. Že na 50° zemljepisne širine je v času solsticija mrak dolg 8 ur, celoten čas od Sončevega zahoda do vzhoda (torej noč) pa znaša 7 ur in 51 minut. To pomeni, da se na tej lokaciji večerni in jutranji mrak spojita ter izničita pojav noči, kar se imenuje bela noč. Ta se natanko en dan v letu pojavi na 48° 33' 24"; vedno dalje na sever je vedno več belih noči v letu, dokler pojav na tečajniku ne pride do izraza v tej meri, da Sonce en dan v letu (ob solsticiju) sploh ne zaide.
Tako se med ekvatorjem in 48° 33' 24" geografske širine stalno menjavata dan in noč, bele noči ni. Med omenjeno širino in 66° 33' se še vedno menjavata dan in noč, a se okoli solsticija pojavljajo bele noči, ki jih je vedno več ob potovanju proti zgornji meji tega pasu zemljepisne širine. Med 66° 33' in 84° 33' zemljepisne širine se dan in noč del leta menjavata, a sta globoko prekinjena z mrakom, to nemenjavanje pa traja več dni v zgornjih širinah tega pasu. Nad to mejo pa sta polarni noč in dan, ki ju mrak ne prekinja več, temveč slednji traja več dni skupaj pred nastopom neprekinjenega dne ali noči.

#### Letni časi
Menjavanje letnih časov je posledica kroženja Zemlje. En astronomski letni čas je obdobje med dvema kardinalnima točkama, torej med enakonočjem in solsticijem ter obratno.
Pomlad oziroma jesen se začne, ko je Sonce v enakonočju. To je čas, ko je Sončeva toplota enakomerno razporejena med obe polobli in pričenja postopoma eno poloblo ogrevati bolj od druge. Ko začne Sonce od ekvatorja potovati navzgor, je to na severni poluti pomlad, ki traja vse do solsticija. Ko se prične od dneva enakonočja spuščati dalje navzdol, se prične jesen, ravno tako trajajoča vse do zimskega solsticija. Poletje oziroma zima se začneta, ko je Sonce v točki solsticija. V tem časovnem obdobju je Sonce najbolj oziroma najmanj nagnjeno k posamezni poluti ter jo zato bodisi segreva bodisi se ta ohlaja. Temperature bodo zato v nadaljnjih mesecih naraščale oziroma se spuščale.
Astronomski letni časi niso enako dolgi zaradi neenakomernega gibanja Zemlje. Standardni začetki se zgodijo na 21. marec, 21. junij, 23. september in 21. december, ti datumi pa se lahko menjajo. Ker se zimski solsticij nahaja v bližini perihelija, je takratna hitrost Zemlje velika in zima je zato krajša od poletja, saj se Zemlja v času poletja giblje okoli afelija in zato počasneje. Kót 11° med apsidnico in solsticijsko črto se veča, saj se zaradi premikov Zemljine vrtilne osi vsak Sončev obrat zgodi nekoliko prej kot prejšnji, kar pomeni, da se točka tega obrata na tiru premika v nasprotno smer kot Zemlja.

#### Toplotni pasovi Zemlje
Za ogrevanost posameznih delov površja Zemlje je pomemben vpadni kot sončnih žarkov. Če je vpadni kot večji, mora namreč enaka količina žarkov segreti večjo površino, ker padajo ti bolj postrani, to pa seveda pomeni manj energije za vsak kvadratni meter. To je vzrok nastanku toplotnih pasov Zemlje. To so tropski pas, ki je med obema povratnikoma, zmerno topla pasova, ki sta med povratnikoma in tečajnikoma, ter hladna pasova od tečajnikov dalje proti poloma.
Tropski pas je območje stalno visokega Sonca, ki močno segreva Zemljo. Temperature so posledično visoke, dan in noč trajata približno enak del obrata okoli osi, deževna doba je izrazita in se začne po prehodu Sonca skozi zenit. V zmerno toplem pasu Sonce ne pride v zenit ter je segrevanje zaradi tega nekoliko šibkejše. Pojavljajo se štirje letni časi, pa tudi razlike v trajanju dneva in noči. Hladni toplotni pas pa zaznamuje zelo nizko Sonce, ki v določenem delu dneva sploh ne pogleda izza obzorja; segrevanje je zato slabo. Rednega menjavanja dneva in noči ni, določen del leta tako zavzameta le polarni dan ali polarna noč. Obstajata dva letna časa, in sicer izjemno mrzla zima ter nekoliko toplejše, a kljub temu hladno poletje. Vse naštete razlike imajo velik vpliv na fizično- in družbenogeografske značilnosti okolja.